# Mario Mandžukić
Mario Mandžukić (uttal [mâ:rio ˈmandʒukitɕ]), född 21 maj 1986 i Slavonski Brod i Jugoslavien (nuvarande Kroatien), är en före detta professionell kroatisk fotbollsspelare som avslutade karriären i AC Milan. Han har även spelat för Kroatiens landslag.

## Karriär
Mandžukić var uttagen i Kroatiens trupp till fotbolls-EM 2012 där han gjorde tre mål. Efter mästerskapet flyttade han från Wolfsburg till Bayern München där han var med och spelade en viktig roll i laget som vann Bundesliga, DFB-Pokal och Champions League säsongen 2012/13. Hela första året i den tyska klubben blev en stor personlig triumf för kroaten som gjorde flera viktiga mål i Champions League-slutspelet (där bland 1-0-målet i  Champions League-finalen mot Borussia Dortmund). 
Efter Mandžukićs flytt till Atletico Madrid 2014 bidrog han med mål som gav klubben segern i den spanska supercupfinalen 2014. Han var också med laget mot Frankrike i VM 2018 finalen, men  4-2.
Den 24 december 2019 värvades Mandžukić av qatariska Al-Duhail. Den 5 juli 2020 meddelade Mandžukić att han hade kommit överens med klubben om att bryta sitt kontrakt. Den 19 januari 2021 värvades Mandžukić av AC Milan, där han skrev på ett kontrakt över resten av säsongen och med option på ytterligare ett år.

## Meriter

### Klubblag
Bayern München
- Bundesliga: 2012/2013, 2013/2014
- Uefa Champions League: 2012/2013
- DFB-Pokal: 2012/2013, 2013/2014
- Tyska supercupen: 2012
- Uefa Super Cup: 2013
- Världsmästerskapet i fotboll för klubblag: 2013

Atlético Madrid
- Supercopa de España: 2014

Juventus
- Serie A: 2015/2016, 2016/2017, 2017/2018, 2018/2019
- Coppa Italia: 2015/2016, 2016–2017
- Supercoppa italiana: 2015/2016

### Landslag
- VM-silver: 2018

### Individuella
- Årets spelare i Prva HNL: 2009
- Årets spelare i Kroatien: 2012, 2013